# 1185 Nikko
Az 1185 Nikko (ideiglenes jelöléssel 1927 WC) a Naprendszer kisbolygóövében található aszteroida. Oikava Okuró fedezte fel 1927. november 17-én, Tokióban.